# Dutar
Dutār (někdy také dotar; persky: دوتار; rusky: Дутар; čínsky: 都塔尔, pchin-jinem: Dū tǎ ěr) je tradiční perský drnkací strunný nástroj (chordofon). Jedná se o typ taru (pražcové loutny s dlouhým krkem). Slovo dutār pochází z perštiny (دوتار) a doslovný překlad je „dvě struny“, kde du (دو) znamená „dvě“ a tar (تار) „struna“, ačkoli herátský dutar z Afghánistánu má struny tři. Kromě dutāru ještě rozlišujeme třístrunný setār (سه‌تار), čtyřstrunný tār (تار), pětistrunný penčtār (پنج‌تار) a šestistrunný šeštār (شش‌تار).
Dutar je velmi populární v Ázerbájdžánu, mezi Kurdy v Íránu (v provincii Chorásán, se kterou je silně spjat, hlavně s městem Torbat-e Jām), Kygyzstánu, Tádžikistánu, Turkmenistánu, Uzbekistánu a na západě Číny v Ujgurské autonomní oblasti. Mezi příbuzné nástroje patří kazašská dombra nebo středoasijský tanbur.
Dutar je také nedílnou součástí turkmenské kultury (slavností, ceremonií, národních oslav, kulturních festivalů, společenských setkání a zábavních programů) a používá se ve všech hlavních žánrech turkmenské hudby a zpěvu. Ten, kdo hraje na dutar, je známý jako bachši (v Ázerbájdžánu jako ashiq). Hudba Chorásán bachši je od roku 2010 zapsaná na Seznamu nehmotného kulturního dědictví UNESCO, stejně tak jako umění řemeslné výroby a tradiční hudební umění v kombinaci se zpěvem od roku 2021.

## Popis
Dutar je dlouhokrká dvoustrunná loutna s hruškovitým tělem, krytým tenkou dřevěnou rezonanční deskou. Tělo dutaru (ozvučnice) je vyrobeno z jednoho kusu morušového dřeva vydlabáváním z minimálně padesátiletého stromu. Rezonanční deska, kterou se přikrývá ozvučnice, je vyrobena také z morušového dřeva a peče se dvacet čtyři hodin, aby se odstranila vlhkost, a následně se lepí přes dutinu dutaru pomocí lepidla. Poté se přidá krk, který je vyroben z kmene meruňkovníku (stáří stromu 5–10 let). Nakonec je opatřen pražci ze střev či drátu a dvěma strunami ze střev, hedvábí či nylonu.

Největší z dutarů je středoasijský dutar, který může dosahovat délky až cca 125 cm. Tělo je asi 15–20 cm široké a 13–17 cm hluboké. Navzdory rozdílům v proporcích, zvučnosti a výrobě mají všechny dotary (kromě moderního herátského dutaru) a mnoho dalších nástrojů (tanbury, dombry atd.) jeden společný rys: hraje se na obě struny současně vícero prsty pravé ruky (bez plektra) tak, aby tóny zněly od vysokých k nízkým.

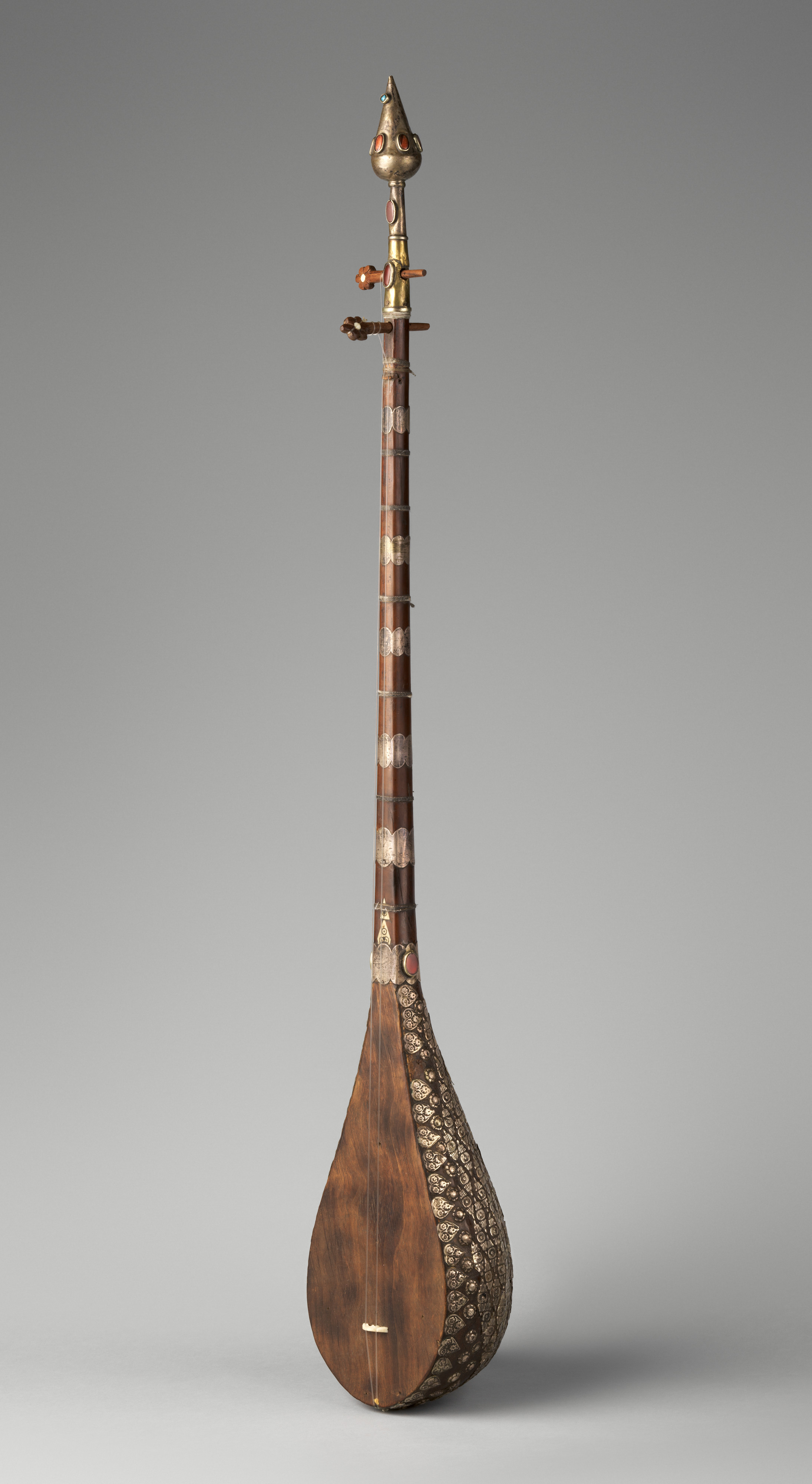
Pohled na přední stranu dutaru, cca 1860, Metropolitní muzeum umění (MET), New York, USA
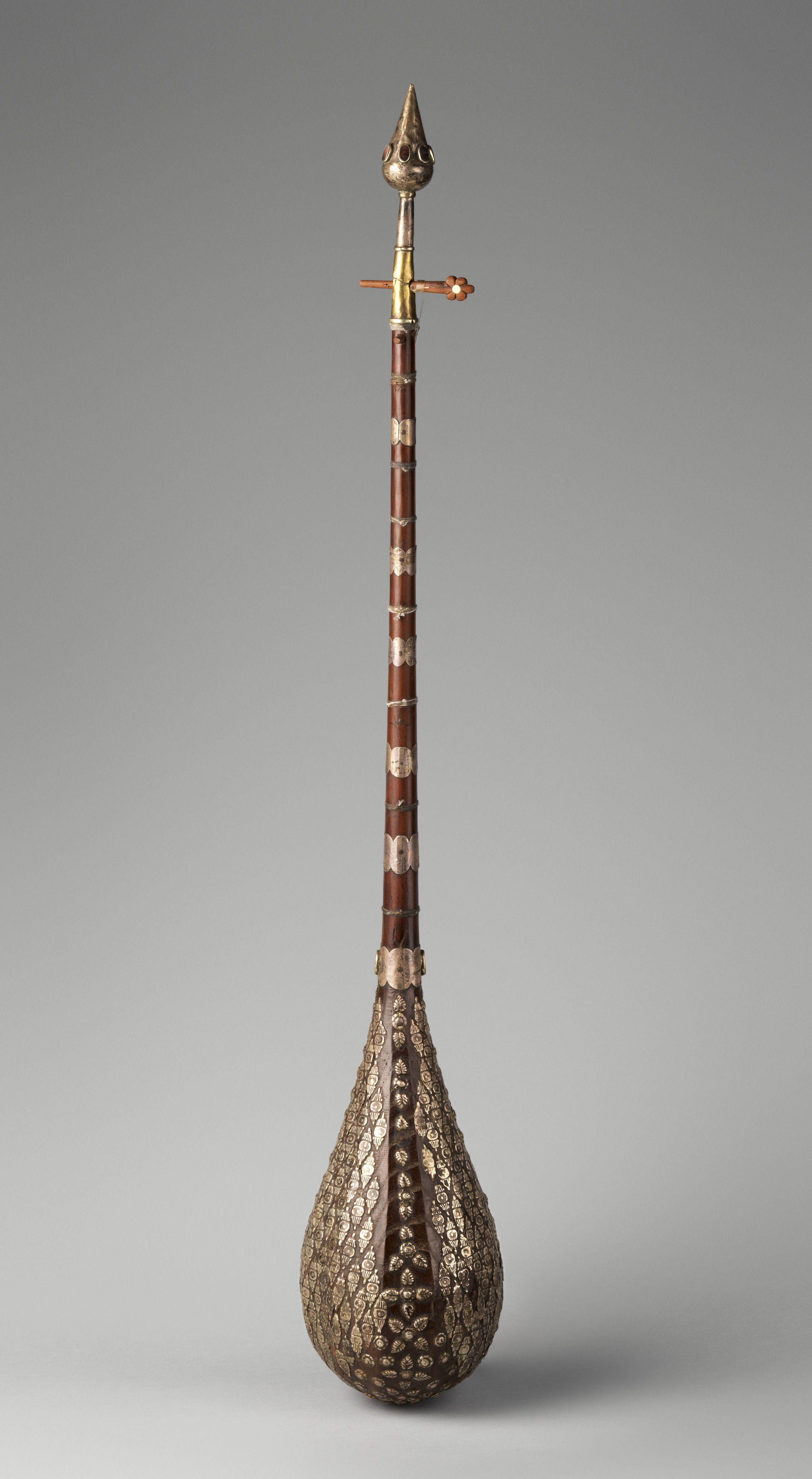
Pohled na zadní, zdobenou, stranu dutaru
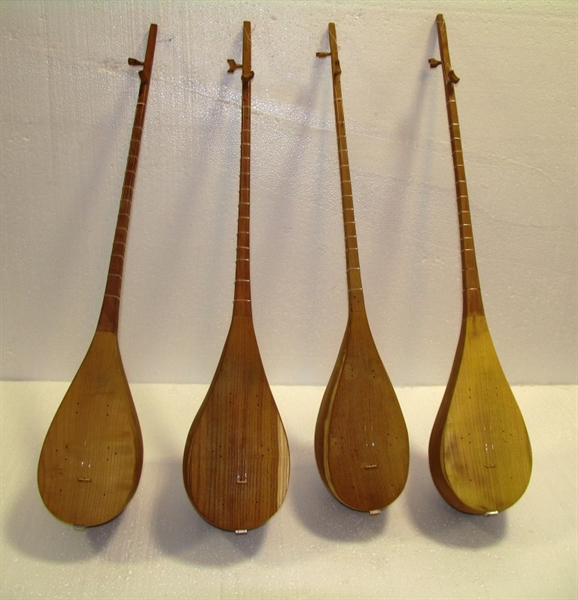
Íránské dotary v muzeu

## Historie

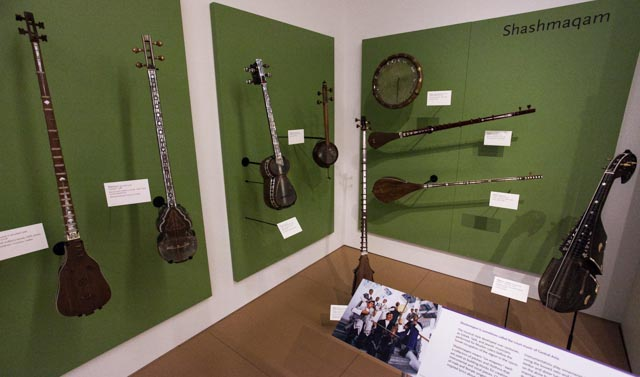
Výstava orientálních hudebních nástrojů v Muzeu hudebních nástrojů, Phoenix, Arizona (sato, tar, kamanče, daf, tanbur, dutar, rubab)

Historie dutaru sahá až do 15. století, kdy byl používán především mezi pastýři a jeho struny byly vyrobeny ze zvířecích střev. S otevřením Hedvábné stezky se však začaly používat struny vyrobené z krouceného hedvábí dováženého z Číny. K tomuto dni ještě některé nástroje mají hedvábné struny, ačkoli nyní jsou běžně používané struny nylonové.

## Galerie

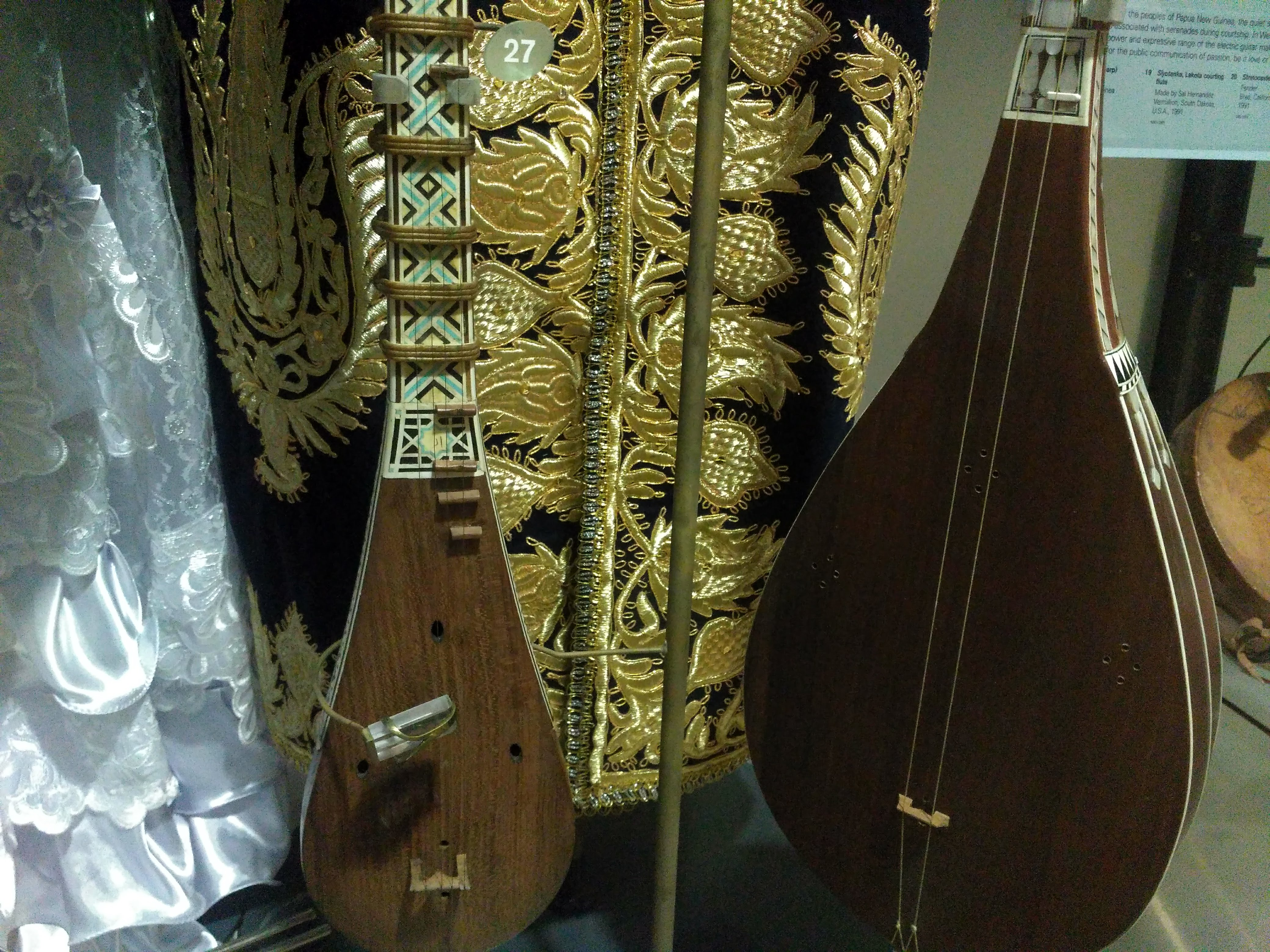
Porovnání dutaru (napravo) a tanburu (nalevo)
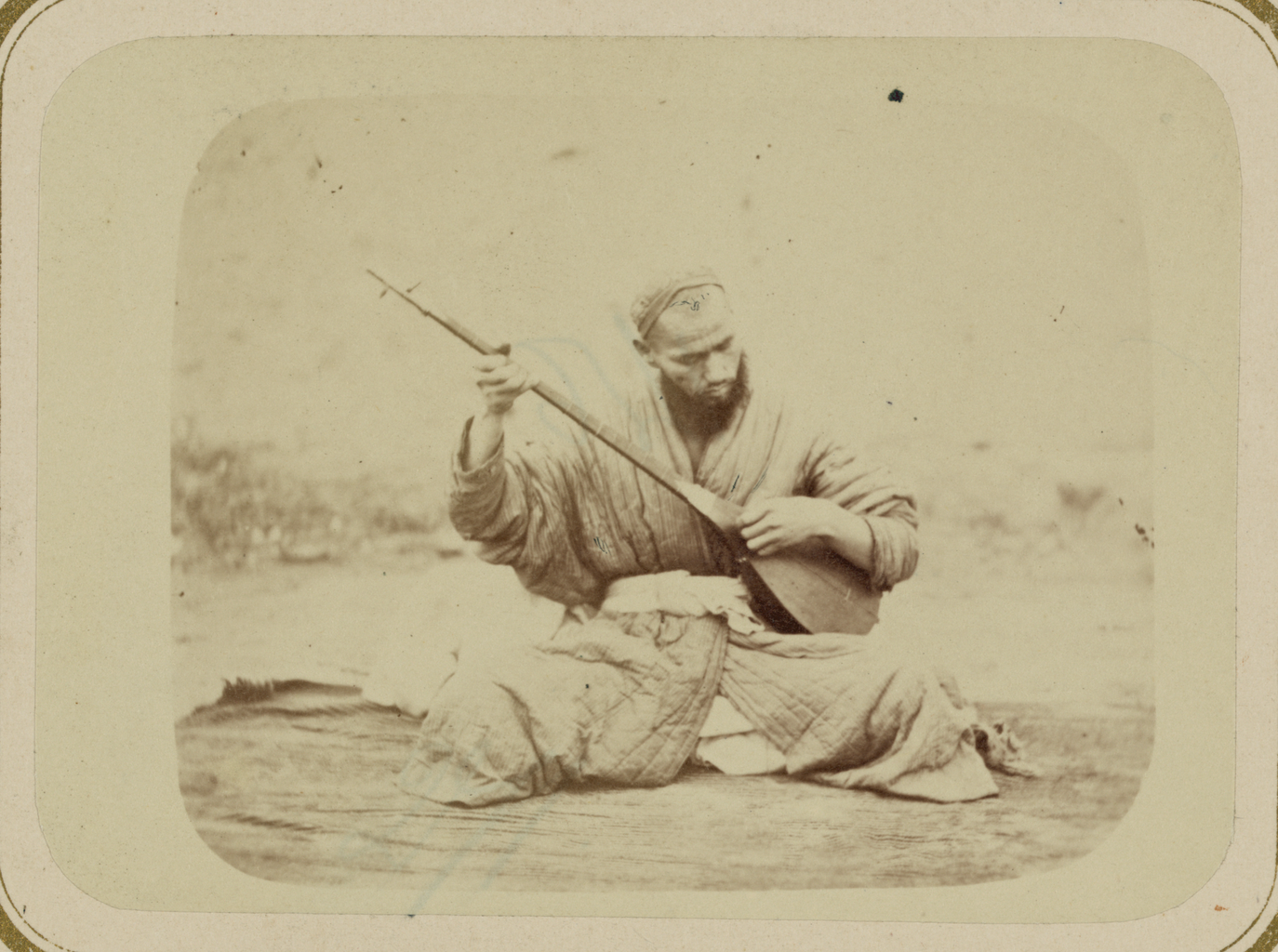
Fotografie muže hrajícího na dutar v 60. letech 19. století.
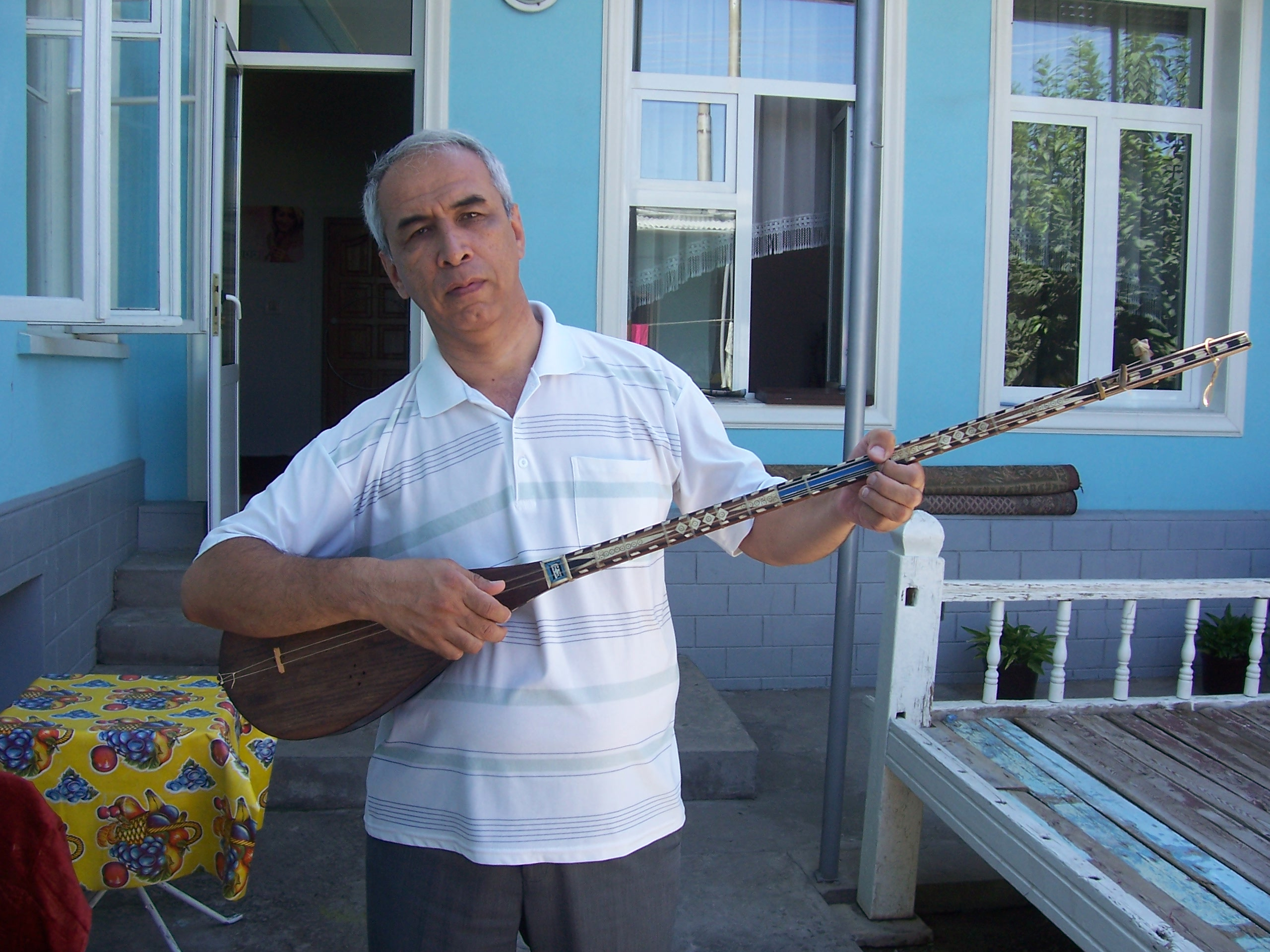
Uzbek hrající na dutar, 2011
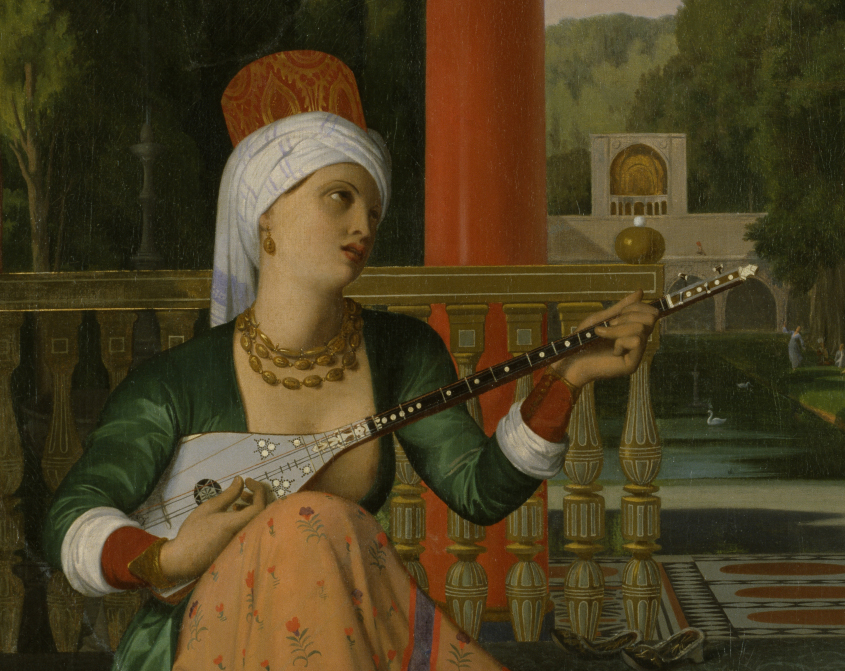
Obraz "Odaliska s otrokem" z roku 1839 ukazující ženu hrající na dutar
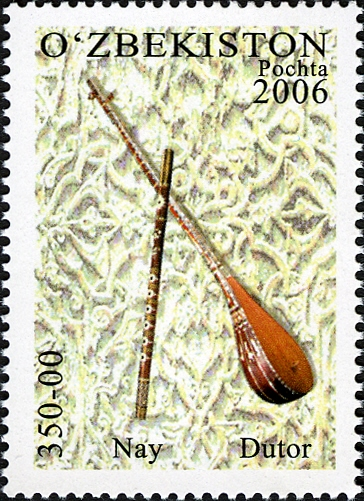
Vyobrazení dutaru na uzbecké poštovní známce
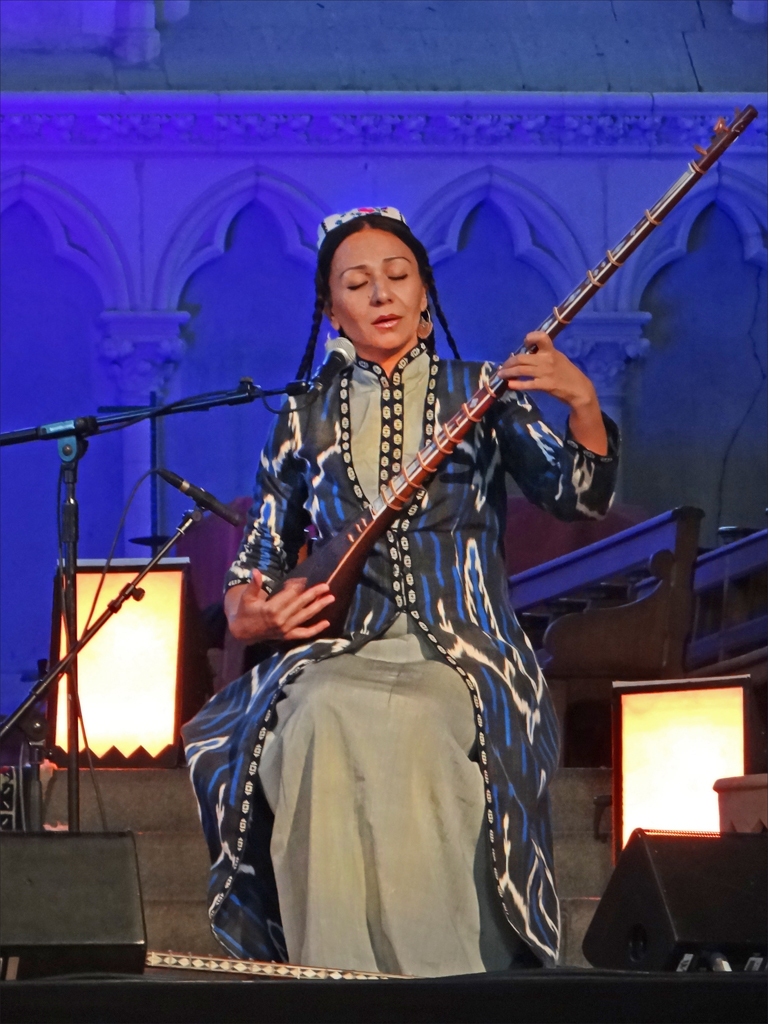
Nodira Pirmatova hrající na dutar